# Зимние Сурдлимпийские игры 1949
I Международные зимние игры глухих прошли в Зефельде, Австрия . Игры проводились с 26 по 30 января 1949 года, участие в них приняли 33 спортсмена из 5 стран.

## Виды спорта
Программа I Международных зимних игр глухих включала 2 спортивные дисциплины:
- Горнолыжный спорт
- Лыжные гонки

## Страны-участницы
В I Международных зимних играх глухих приняли участие спортсмены из 5 государств:
- Австрия
- Финляндия
- Чехословакия
- Швейцария
- Швеция

## Медальный зачёт
Страна-хозяйка (Австрия)
| Место  | Страна    | Золото | Серебро | Бронза | Всего |
| ------ | --------- | ------ | ------- | ------ | ----- |
| 1      | Швейцария | 3      | 0       | 1      | 4     |
| 2      | Финляндия | 1      | 2       | 0      | 3     |
| 3      | Швеция    | 1      | 0       | 1      | 2     |
| 4      | Австрия   | 0      | 3       | 3      | 6     |
| 5      | Чехия     | 0      | 0       | 0      | 0     |
| Всего: | Всего:    | 5      | 5       | 5      | 15    |